# Y.A.L.A.
"Y.A.L.A." é uma canção da artista britânica M.I.A., lançada em 22 de outubro de 2013 sob licença exclusiva da Interscope Records, para promover seu quarto álbum de estúdio Matangi. A canção foi escrita por M.I.A. em conjunto com Ruben Fernhout e Jerry Leembruggen, do duo holandês The Partysquad, que também produziu a canção.
O título da canção em uma abreviatura de "You Always Live Again", ("Você sempre vive novamente", em português.), e serve como uma resposta para a expressão "Y.O.L.O - You Only Live Once" ("Só se vive uma vez", em português.), popularizada pelo rapper Drake em sua canção "The Motto", de 2011. A faixa faz referências à reencarnação e ao karma, conceitos hinduístas que M.I.A. incorporou ao álbum. A faixa cita ainda Fidel Castro, Cristiano Ronaldo, Julianne Moore e o "paraíso fiscal" Offshore.

## Antecedentes e recepção
Uma prévia de "Y.A.L.A." foi publicada na página oficial de M.I.A. no SoundCloud em 16 de outubro, e foi disponibilizada para download digital em 22 de outubro de 2013, juntamente com a pré-venda do álbum Matangi. A canção foi lançada como quarto single do álbum, após "Bad Girls", "Bring the Noize" e "Come Walk with Me". Foi apresentada ao vivo em The Colbert Report, Late Night with Conan O'Brien, e na Matangi Tour.
A faixa recebeu retorno positivo por parte da crítica especializada, tendo a AllMusic classificado a canção como um dos pontos altos do álbum.

## Vídeo musical
O videoclipe para a canção foi solicitado pela revista britânica i-D, e sua direção ficou por conta do fotógrafo alemão Daniel Sannwald. O vídeo foi publicado em 15 de novembro de 2013, no canal oficial da revista no YouTube.

## Lista de faixas
Download digital
1. "Y.A.L.A." – 4:23

## Melhores posições nos gráficos
| Parada (2013-14)                               | Melhor posição |
| ---------------------------------------------- | -------------- |
| EUA Dance/Electronic Digital Songs (Billboard) | 11             |
| EUA Dance/Electronic Songs (Billboard)         | 19             |